# Stanislav Šesták
Stanislav Šesták, född 16 december 1982 i Demjata, är en slovakisk fotbollsspelare som spelar för FK Poprad. Han började sin karriär i fotbollslaget FK Demjata. När han var 16 år gammal gjorde han landslagsdebut för det slovakiska landslaget. Han har tidigare spelat för ŠK Slovan Bratislava, MŠK Žilina,  VfL Bochum,
Bursaspor och Ferencváros TC.